# Вес, Беньямин
Беньями́н Вес (нем. Benjamin Wess; 28 июля 1985, Мёрс, ФРГ) — немецкий хоккеист на траве, игрок сборной Германии и клуба «Рот-Вайсс Кёльн». Выступает на позиции полузащитника. Двукратный олимпийский чемпион, серебряный призёр чемпионата мира 2010 года, двукратный чемпион Европы, чемпион мира и Европы по индор-хоккею.

## Спортивная биография
Свою профессиональную спортивную карьеру Вес начинал в клубе «Крефельдер» с которым в сезоне 2006/07 завоевал европейский Кубок Чемпионов. В следующем сезоне Беньямин вместе со своим братом Тимо перебрался в «Рот-Вайсс Кёльн». Также приглашался на короткий срок в клубы «Уленхорст» из Мюльхайма-ан-дер-Рур, испанский «Клуб де Кампо» и аргентинский «Сьюдад-де-Буэнос-Айрес».
В 2005 году Беньямин Вес в матче против сборной Индии дебютировал в составе сборной Германии. В 2008 году Вес принял участие в летних Олимпийских играх в Пекине. Сборная Германии дошла до финала, где обыграла сборную Испанию 1:0. В 2010 году Вес был близок к победе на чемпионате мира, но в финале немецкая сборная уступила австралийцам 1:2.
В 2012 году Беньямин был включён в заявку сборной Германии для участия в летних Олимпийских играх в Лондоне. Немцы завершили групповой этап на втором месте, пропустив вперёд сборную Нидерландов. В полуфинале немецкая сборная обыграла сборную Австралии 4:2 и вышла в финал, где предстояло вновь встретиться с голландцами. Финальный поединок получился очень упорным, но благодаря дублю Яну-Филиппу Рабенте сборная Германии выиграла 2:1 и защитила свой титул, а Вес стал двукратным олимпийским чемпионом.

## Личная жизнь
- Старший брат Беньямина Тимо Вес также является игроком сборной Германии по хоккею на траве. Тимо, в отличие от Беньямина, помимо двух золотых медалей Олимпийских игр, имеет на своём счету бронзовую медаль летних Олимпийских игр 2004 года.